# Ringvaart Regatta
De Ringvaart Regatta, kortweg De Ringvaart, is een competitieroeiwedstrijd. De wedstrijd voert over 100 kilometer en staat bekend als langste onafgebroken roeimarathon ter wereld.
De Ringvaart Regatta wordt georganiseerd door vrijwilligers van Delftsche Studenten RoeiVereeniging Laga. De roeimarathon start op A.L.S.R.V. Asopos de Vliet in Leiden, de finish is op Lijm & Cultuur in Delft. De wedstrijd bestaat sinds 1976 en er doen ieder jaar ongeveer 800 binnen- en buitenlandse roeiers mee.

## Parcours
Het parcours van de Ringvaart voert voornamelijk over de Ringvaart van de Haarlemmermeerpolder, die vanaf de Kagerplassen 'linksom' gevaren wordt langs Amsterdam, Haarlem en Lisse (noordwaarts langs de Westeinderplassen). Daarna doet de wedstrijd weer de Kagerplassen aan, wat bij zwaar weer altijd voor problemen zorgt. Vervolgens voert de route via de Vliet en het Rijn-Schiekanaal naar Delft waar de finish is op het festivalterrein Lijm & Cultuur.
De Ringvaart Regatta is een non-stop race, echter moet er gepauzeerd worden bij de sluis van Leidschendam. Hier worden de boten door vrijwilligers van Laga over de sluis gedragen, waarna begonnen kan worden met de laatste 12 kilometer richting Delft. 

## Geschiedenis
In het jaar 1976 vierde de D.S.R.V “ Laga” haar 100-jarige bestaan. In het kader van de lustrumevenementen werd de K.S.R.V Njord (de koninklijke studenten roeivereniging uit Leiden) uitgedaagd om deze nieuwe 100 km lange wedstrijd te roeien. Hierbij was de eerste Ringvaart geboren. 

## Records
- Heren wereldrecord (H8*): 6h:07min:09s : E.R.V. Beatrix (1997)
- Dames wereldrecord (D4*): 7h:25min:55s : R.V. DDS (1994) [1]

Het absolute record werd in 1997 gevaren door de Eindhovense Roeivereniging Beatrix, welke in het Guinness Book of Records een vermelding kreeg: 6 uur, 7 minuten en 9 seconden. Het boottype was een dubbelacht met stuurman. De langste boot die ooit heeft meegedaan was een 32 meter lange mixed-dubbel zestien met stuurman.
In 2012 is de gehele route van de Ringvaart Regatta opgemeten, wat heeft geleid tot het verplaatsen van de start en finish zodat het parcours exact 100 kilometer is. Hierdoor staan records die geroeid zijn in eerdere jaren los van nieuwe pogingen.